# 拉普洛
拉普洛（法語：Lapleau，法語發音：[laplo]）是法国科雷兹省的一个市镇，位于该省东部，属于蒂勒区。

## 地理
拉普洛（45°17'37"N, 2°9'58"E）面积17.76 平方千米，位于法国新阿基坦大区科雷兹省，该省份为法国中南部省份，北起上维埃纳省和克勒兹省，西接多爾多涅省，南至洛特省，东临多姆山省和康塔爾省。
与拉普洛接壤的市镇（或旧市镇、城区）包括：下拉马济耶尔、吕泽日河畔拉瓦勒、圣伊莱尔富瓦萨克、圣庞塔莱翁-德拉普洛、苏尔萨克。

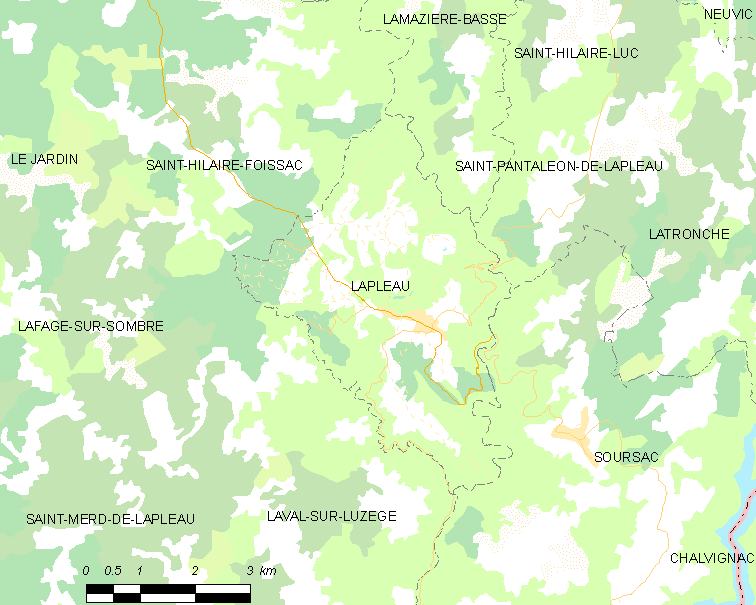
拉普洛的OSM定位图

拉普洛的时区为UTC+01:00、UTC+02:00（夏令时）。

## 行政
拉普洛的邮政编码为19550，INSEE市镇编码为19106。

## 政治
拉普洛所属的省级选区为埃格勒通县。

## 人口

1962-2008年间拉普洛人口变化图示

拉普洛于2022年1月1日时的人口数量为386人。